# Sigharting
Sigharting är en ort och kommun i Österrike. Den ligger i distriktet Schärding i förbundslandet Oberösterreich, 210 kilometer väster om huvudstaden Wien.
Kommunen består av nio orter (Ortschaften) (inom parentes invånarantal 1 januari 2024):

- Doblern (21)
- Grub (84)
- Hacking (14)
- Sigharting (620)
- Thal (17)
- Thalmannsbach (78)
- Unterhaigen (16)
- Unterholzen (1)
- Wurmsdobl (27)